# Иностранное участие в гражданской войне в Сирии
Иностранное участие в гражданской войне в Сирии — дипломатическая, экономическая, военная и иная поддержка или критика одной из сторон в гражданской войне в стране со стороны иностранных государств, организаций и граждан.

## Турция
Вмешательство Турции в гражданскую войну в Сирии
Согласно сообщению турецкого новостного агентства «Анталья», 14 июня 2013 года в пограничный турецкий город Рейханлы прибыли 73 офицера сирийской армии, в том числе 7 генералов и 20 офицеров высшего звена, дезертировавших из армии Башара Асада. Они проникли в Турцию вместе с членами своих семей (всего 202 человека) и попросили политическое убежище. Официального подтверждения турецких властей не поступало.
Поставки оружия Анкара ведёт (2017) по каналам на северо-западе Сирии южнее Африна, на границе с Турцией. Основным получателем грузов является запрещённая в России террористическая группировка «Ахрар аш-Шам».
Сбитый турецкий самолёт-разведчик
22 июня 2012 турецкий истребитель RF-4E (разведывательная модификация) был сбит сирийскими ПВО над Средиземным морем. Дамаск заявил, что самолёт был сбит после того, как зашёл в сирийское воздушное пространство, однако власти Турции отрицают эту версию, заявляя, что самолёт оставался в международном воздушном пространстве.
Взаимные обстрелы
В октябре 2012 года гражданская война привела к обострению отношений с Турцией: выпущенный с территории Сирии снаряд попал в дом на территории Турции, в результате погибло 5 человек, в основном детей, 13 были ранены, в ответ на это в ночь с 3 на 4 октября артиллерии армии Турции обстреляла территорию Сирии. В тот же день парламент Турции санкционировал применение армии в случае возможной войны с Сирией, «если это станет необходимо». Генеральный секретарь НАТО Андерс Фог Расмуссен заявил о готовности альянса обеспечить защиту Турции от нападений со стороны Сирии.
Совет НАТО безоговорочно признал вину Сирии в обострении отношений между странами. Несмотря на заверения правительства Асада разобраться в инциденте, обстановка остаётся напряжённой, поскольку это не первый подобный случай на границе двух государств.
Сирия добровольно ввела бесполётную 10-километровую зону на границе с Турцией.
По словам члена Высшего совета курдов Альдара Хамиля, сирийские курды противодействуют Турции на сирийско-турецкой границе.
Развёртывание комплексов «Пэтриот» на турецко-сирийской границе
19 ноября 2012 года официальная Турция обратилась к руководству НАТО с просьбой предоставить системы противовоздушной обороны «Пэтриот» для укрепления своих позиций на границе с Сирией. 

4 декабря 2012 совет НАТО принял решение о выделении Турции шести батарей ЗРК «Пэтриот», две предоставят США, две — Германия и две — Нидерланды.
План создания бесполётной зоны над Сирией
План Пентагона предусматривает участие в создании над Сирией бесполётной зоны вооружённых сил США, Великобритании и Франции. Хотя окончательное решение пока не принято, план находится «на более продвинутой стадии, чем когда-либо», заявил один из информаторов.
Источник The Daily Beast полагает, что план создания бесполётной зоны над Сирией может быть принят в случае, если переговоры в Женеве не принесут желаемых результатов.
Однако заместитель советника по национальной безопасности США Бен Роудс отметил, что установление бесполётной зоны над Сирией будет намного сложнее, рискованней и дороже, чем это было в Ливии.
18 июля 2013 года Пентагон представил администрации США варианты с использованием военной силы в Сирии.
24 августа 2013 года Пентагон передислоцирует находящиеся в Средиземном море корабли ближе к Сирии с целью подготовки военного удара в случае принятия такого решения президентом Бараком Обамой. Об этом со ссылкой на министра обороны США Чака Хейгела сообщила газета Washington Post.
31 августа 2013 года Обама обратился к конгрессу США за поддержкой для начала операции в Сирии. Конгресс рассмотрит этот вопрос 9 сентября.
3 сентября лидеры Конгресса США поддержали удар по Сирии.
4 сентября 2013 года Комитет сената США предлагает ограничить срок операции против Сирии 60 днями.
5 сентября 2013 года Комитет сената США одобрил военную операцию в Сирии.
6 сентября 2013 года Обама хочет расширить список целей в Сирии и подключить к операции ВВС.
6 сентября 2013 года В Сенате США решено перенести голосование по сирийской резолюции с 9 на 11 сентября.
9 сентября 2013 года США намерены добиваться проведения мирной конференции по Сирии в Женеве («Женева-2»), однако уже после военного удара по этой стране, заявила советник президента США по национальной безопасности Сюзан Райс.
Кризис 23 марта 2013 года
Турецкий истребитель F-16 двумя ракетами сбил сирийский истребитель МиГ-23. Инцидент произошёл в воздушном пространстве Сирии или Турции. В это время происходили ожесточённые бои в северных районах Латакии. Поддержку боевикам оказывали вертолёты турецких ВВС, которые продолжали курсировать во время происходящих в Латакии боёв, оказывая огневую поддержку боевикам. Кроме того, турецкие автомашины скорой медицинской помощи, нарушая госграницу, курсировали между территорией захваченного исламистами селения Набаа Аль-Мур и Турцией, эвакуируя раненых боевиков.
Вторжение 21 февраля 2015 года
Вечером 21 февраля 2015, около 20:00 по местному времени, турецкие танки и пехота вошли на территорию Сирии через курдский город Айн-эль-Араб для эвакуации турецких военнослужащих и гробницы Сулейман Шаха (деда основателя Османской империи Османа I) находящегося в мавзолее (район Кара Козак на берегу Евфрата). Операция была согласована с сирийскими курдами. В начале недели глава сирийского Курдистана Энвер Муслим ездил в Анкару, где четыре дня шли переговоры об условиях пропуска турецких войск на территорию, подконтрольную курдам. Сирийско-турецкую границу пересекли 573 турецких военнослужащих, 39 танков, около 20 БТР и 40 грузовиков. В ночь на 22 февраля прошла операция по эвакуации почётного караула и дополнительной охраны турецкого спецназа (44 военнослужащих), а также тела самого Сулейман Шаха из мавзолея.

### Операция «Щит Евфрата» (2016)
20 августа 2016 года началось вторжение турецких вооружённых сил (Операция «Щит Евфрата») при поддержке Свободной сирийской армии на территорию Сирии, в провинции Алеппо. Президент Турции Р. Эрдоган заявил, что данная операция направлена против ИГИЛ и «террористических групп сирийских курдов, угрожающих Турции». Основной целью турецких действий считается удар по силам самообороны сирийских курдов (YPG) с тем, чтобы не допустить усиления курдов в приграничных районах Сирии и не допустить соединения удерживаемых ими территорий.

### 2017—2022
Формирование Сирийской национальной армии: в 2017 году из протурецких боевиков ССА сформирована Сирийская национальная армия.
2019
9 октября президент Турции Реджеп Эрдоган объявил, что турецкая сторона начала в Сирии военную операцию «Источник мира» («Родник мира»), к востоку от реки Евфрат.
2022
ноябрь — Операция «Коготь-Меч»

## США
В 2014 году, по инициативе США, в Брюсселе была сформирована Международная антитеррористическая коалиция по борьбе с ИГ в Ираке и Сирии.
С 22 сентября 2014 и по настоящее время — США и ряд других западных (Великобритания, Турция, Австралия, Канада) и арабских (Саудовская Аравия, Марокко, ОАЭ, Катар, Иордания, Бахрейн) государств проводят военное вмешательство в гражданскую войну в Сирии, с официально заявленной целью борьбы против террористической организации «Исламское государство», а также связанных с «Аль-Каидой» группировок «Фронт ан-Нусра» и «Хорасан»; операция проводится без официального согласия сирийского руководства.
Военный контингент Соединенных Штатов и еще 60 стран дислоцируется, без согласия официального правительства Асада, на сирийской территории; к 2018 году 2 тыс солдат США были дислоцированы на территории Сирии, они размещены на землях, подконтрольных вооруженной оппозиции в лице Демократических сил Сирии (ДСС), а также курдских «Отрядов народной самообороны» (ОНС).
По данным СМИ, американцы возвели в Сирии 12 военных баз и 2 блокпоста.
Осуществляется нанесение ракетно-бомбовых ударов по населённым пунктам и базам, контролируемым указанными террористическими организациями. При этом, ВВС коалиции, в том числе, — бомбят и позиции армии Сирийской Арабской Республики (объясняется ошибками) и сбивает ЛА САВВС. С 2014 по 2017 год коалиция совершила более 28 тысяч авианалетов по различным объектам в Сирии.
В сентябре 2017 Дамаск, в лице замглавы МИД Сирии Фейсала Мекдада, потребовал от США вывести из Сирии американских военных.
С 2020 г. сирийское агентство SANA регулярно передает информацию о грузах, которые конвои США вывозят с территории Сирии в Ирак: в марте 2021 сообщалось, что американцы вывезли с сирийской территории 300 цистерн с нефтью, в июле были замечены 40 грузовиков с нефтью и пшеницей, которые двигались к иракско-сирийской границе, месяц спустя американский конвой вывез в Ирак 80 автоцистерн с «украденной сирийской нефтью».
Вывод американских войск
В декабре 2018 г. Д. Трамп о победе над ИГ в Сирии и выводе всех американских войск с ее территории.
В октябре 2019 года Трамп объявил, что на сирийской территории останутся 600 американских солдат и офицеров; по замыслу Белого дома, этот контингент должен был охранять нефтяные вышки курдских союзников от захвата террористами.
9 февраля 2021 года представитель Пентагона Джон Кирби заявил, что войска США в Сирии будут сосредоточены на борьбе с ИГ, а не на охране нефтяных месторождений. При этом, в марте 2021 министр нефти и минеральных ресурсов Сирии Бассам Томе рассказал, что американцы контролируют до 90 % действующих сирийских месторождений.
В 2021 году, после вывода основной группировки войск, на северо-востоке и юге Сирии остались 900 американских военнослужащих, включая спецназ «зеленых беретов». Они контролируют 10 военных баз, которые предназначены для удержания важных экономических регионов: 4 из них дислоцированы в богатой нефтяными месторождениями провинции Дейр-эз-Зор, 5 — в провинции Хасека, где помимо нефти находятся самые плодородные земли Сирии. Одна военная база в южной провинции Хомс — Эт-Танф — по-прежнему контролирует границу с Ираком.

10 августа заместитель помощника министра обороны США по делам Ближнего Востока Дана Строул, выступая на слушаниях комитета Сената по международным отношениям, заявила, что Вашингтону необходимо сохранить военный контингент в Сирии для оказания помощи вооруженной оппозиции ДСС в борьбе с террористами ИГ.

## Украина
В начале июня 2024 года издание Kyiv Post опубликовало видео, где как утверждается спецназовцы ГУР и сирийские повстанцы уничтожают российских военных в южной части страны, в частности на Голанских высотах.

## Иордания
11 августа 2012 года поздним вечером вспыхнул бой на границе Сирии и Иордании. Сообщается, что в конфликте приняли участие танковые части и военнослужащие двух стран. Бой разгорелся в районе Тель-Шихаб-Турра, где последнее время переходят границу с Иорданией беженцы из сирийских городов.
По данным иранского агентства PressTV, в начале июня 2013 года в иорданский порт Акаба прибыли 1000 американских морских пехотинцев из 26-го экспедиционного отряда. Они были затем переброшены на сирийско-иорданскую границу.
США направляют в Иорданию ракетные комплексы Пэтриот, как сообщил Agence France-Presse 3 июня, со ссылкой на официальное заявление Пентагона. Иорданские власти официально обратились к Вашингтону с просьбой разместить американские зенитные ракетные комплексы Patriot на границе с Сирией, сообщил журналистам официальный представитель Пентагона полковник Стив Уаррен.
По сообщениям СМИ Саудовской Аравии, 23 июня 2013 Иордания переправила через свою территорию крупную партию бронетехники, предназначенную силам оппозиции. Источники в минобороны Иордании отметили, что речь идёт о 100 современных танках, большой партии боеприпасов и других видах вооружений. Кроме того, Иордания укрепила подразделения, дислоцированные на границе с Сирией, пехотными и бронетанковыми частями.

## Ирак
В марте 2013 года в ходе боёв за КПП Яарубия, расположенного в районе стыка границ Сирии, Ирака и Турции, группа сирийских правительственных военных была вытеснена на территорию Ирака. Иракское правительство оказало им помощь и приняло решение конвоировать сирийцев на родину.
4 марта в мухафазе Анбар на конвой, направлявшийся к сирийской границе, было произведено нападение группой боевиков Исламского государства Ирак. В ходе завязавшегося боя иракско-сирийские силы потеряли убитыми 48 сирийских солдат и 9 иракских силовиков. Министерство обороны Ирака назвало инцидент «нападением на суверенитет» страны. В свою очередь, представитель премьер-министра Ирака Али Муссави заявил, что сирийский конфликт переместился на территорию Ирака.

### Участие в войне шиитской организации «Хезболла»
В мае 2013 года Хасан Насралла, лидер группировки «Хезболла», впервые открыто признал, что её боевики участвуют в боевых действиях в Сирии на стороне правительственных войск. Ранее такое участие отрицалось или объяснялось необходимостью защиты «ливанских граждан, проживающих в приграничных деревнях на территории Сирии» — «святых для ислама мест», и другими причинами.
20 мая 2013 «Хезболла» впервые с начала войны начала публикацию списков убитых в Сирии; по её данным на 23 мая 2013 года, в Сирии погибло 75 бойцов. Согласно С. Шейху, главе «Brookings Doha Center»: "на стороне Асада в Сирии сейчас (на конец мая 2013 года) воюют 5 тысяч боевиков «Хизбаллы».
Хадер Насралла — брат шейха Хасана Насраллы, лидера организации «Хезболла», погиб в бою за сирийский город Эль-Кусайр и похоронен 16 июня 2013 в своей деревне в Южном Ливане. Согласно данным Центра Меира Амита по изучению терроризма (ITIC), с 22 мая по 24 июня 2013 года в Сирии погибли около 180 бойцов Хезболлы (около 120 из них — в боях за Эль-Кусайр), и несколько сот были ранены.
Участие Хезболлы на стороне Асада вызвало раскол в Ливане и подвергается самой резкой критике как со стороны её внешних противников, называющих это участие «войной против сирийского народа»,
так и внутри Ливана.

## Поддержка правительства Башара Асада

### Дипломатическая, экономическая и общественная поддержка
В ноябре 2012 года, согласно радио «Голос России», позиция России и Китая в СБ ООН не дала «возможности Западу и его союзникам в регионе начать прямую интервенцию» в Сирии.
В ноябре 2020 года Москва выделила Дамаску более миллиарда долларов, эти средства направлены на «гуманитарные цели, восстановление электросетей и промышленного производства, объектов религиозного культа».

### Военная поддержка

#### Иран
В мае 2012 года иранские официальные лица отвергали обвинения Запада в военной и технической поддержке правления Б. Асада с начала волнений в Сирии, заявляя, что речь идёт только о моральной поддержке.

#### Россия
В мае 2012 года, отвечая на критику представителя Госдепартамента США В. Нуланд, заявившей, что «Россия, продавая оружие Сирии, „подливает масла в огонь“», заместитель главы МИД РФ Г. Гатилов, заявил, что «Все поставки вооружений (в Сирию) идут на законных основаниях. Речь идёт только об оборонительном оружии».
С сентября 2015 года: Военная операция России в Сирии.

## Участие в боевых действиях на стороне правительства

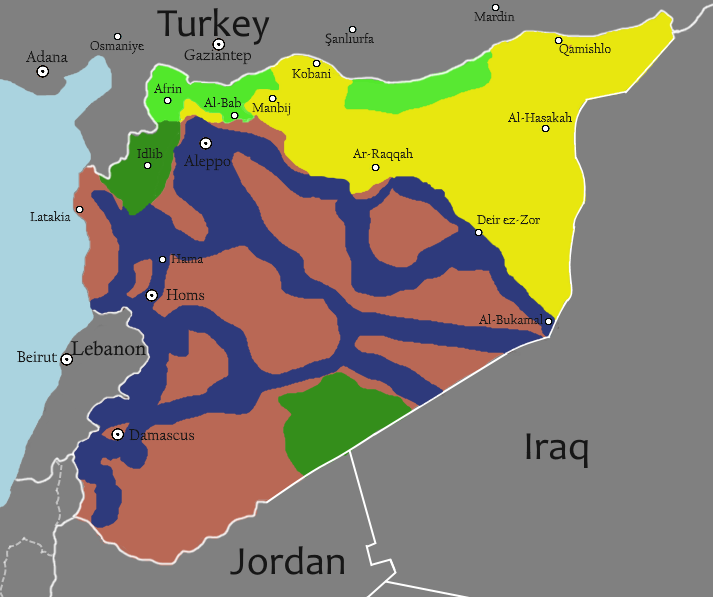
Районы влияния Ирана отмечены тёмно-синим

### Иран
В мае 2012 года Ismail Gha’ani, командир подразделения Иранской революционной гвардии, подтвердил участие иранских вооружённых сил в конфликте на стороне сирийского правительства. Интервью, опубликованное «полуофициальным» новостным агентством «Isna», в последующем было им удалено с сайта. В сентябре 2012 года подобное подтверждение поступило от главы Корпуса стражей исламской революции (КСИР).
28 августа 2013 года, в свете возможной атаки США и их союзников, верховный лидер Ирана аятолла Али Хаменаи дал указание об «эвакуации из Сирии 12 000 бойцов Корпуса стражей исламской революции, воюющих на стороне правительственных войск».
18 июня 2017 с баз КСИР в провинциях Керманшах и Курдистан был нанесён ракетный удар баллистическими ракетами средней дальности по базам террористов, расположенным на востоке Сирии (в районе города Дейр эз-Зор).

### Ливан / «Хезболла»
В мае 2013 года Хасан Насралла, лидер группировки «Хезболла» (признанной в ряде стран террористической организацией), впервые открыто признал, что её бойцы участвуют в боевых действиях в Сирии на стороне правительственных войск. В это же время, их соотечественники, ливанские салафиты, также находятся в Сирии и сражаются против Асада, Ирана и «Хезболлы», на стороне «Свободной Сирийской армии», в союзе с «Аль-Каидой» «Джебхат-ан-Нусра», ХАМАСом и другими оппозиционными вооружёнными группировками.
Профессор университета из Бейрута Гассан аль-Аззи так комментировал позицию «Хезболлы»: «Участие „Хезболлы“ в конфликте является самым известным секретом в мире. В результате этого участия Ливан теперь разделён не только политически, но и разделён в военном отношении. Вмешательство „Хезболлы“ привело к тому, что теперь весь Ливан участвует в гражданской войне в Сирии — потому что противники „Хезболлы“ начали участвовать в джихаде против режима Асада в Сирии».
Сначала «Хезболла» пыталась всячески отрицать факт своего участия в сирийской войне. По версии руководства, её бойцы лишь «защищают ливанских граждан, проживающих в приграничных деревнях на территории Сирии».
4 мая 2013 года один из руководителей организации «Хезболла» в Ливане Ибрагим Амин А-Саяд признал, что боевики «Хезболлы» воюют в Сирии на стороне армии Асада, и что их цель — не допустить установления в стране влияния Запада и Израиля. «Мы находимся там ради сохранения чести и достоинства ливанского народа и ради защиты святых для ислама мест», — сказал он.
20 мая 2013 года «Хезболла», впервые с начала войны, начала публикацию списков убитых в Сирии бойцов, так более скрывать потери стало невозможно. В первом списке значилось 12 имен. Среди них — командир «Хезболлы» Фади аль-Джаззир, отсидевший 14 лет в израильской тюрьме после того, как был приговорён к пожизненному заключению, но освобождён, вместе с другими боевиками, в 2004 году в обмен на израильского бизнесмена Эльханнана Тенненбаума.
«Хезболла» утверждает, что с начала её участия в военных действиях и по 23 мая 2013 года в Сирии погибло 75 её боевиков.
Согласно Салману Шейху, главе «Brookings Doha Center», выступившему на Мировом экономическом Форуме в Иордании 27 мая 2013 года, «на стороне Асада в Сирии сейчас воюют 5 тысяч боевиков „Хизбаллы“, и ещё 5 тысяч готовы к ним присоединиться». Кроме того он сообщил об участии в боях на стороне Асада «1500—2000 иракцев».
Согласно данным Центра Меира Амита по изучению терроризма (ITIC), с 22 мая по 24 июня 2013 года в Сирии погибли около 180 боевиков Хезбаллы (около 120 из них — в боях за Аль-Кусейр), и несколько сот — были ранены. 24 июля 2013 года представитель «Сирийского национального совета» сообщил CNN об обнаружении «несколько братских могил, где зарыты сотни боевиков „Хизбаллы“», убитых в боях с силами оппозиции. По его мнению, «„Хизбалла“ не возвращает тела убитых на родину, чтобы […] скрыть истинные масштабы» своих потерь.

#### Отношение к участию Хезболлы в войне
Поддержка
Отрицательная реакция
- 23 апреля 2013 года, в связи с непосредственным участием в конфликте боевиков из «Хезболлы» на стороне Асада[64][65][66], Джордж Сабра (компартия Сирии), избранный новым лидером Сирийской национальной коалиции, объединяющей светские движения, заявил[67]:

То, что происходит в Хомсе — это объявление войны народу Сирии. Боевики «Хизбаллы» вторглись в наши города и деревни. Ливанские власти должны отдавать себе отчет, что действия их граждан угрожают жизням сирийцев. В дальнейшем это скажется и на отношениях между нашими странами.
- 24 апреля 2013 года. Суннитская группировка джихадистов в вооружённых силах сирийской оппозиции «Фронт ан-Нусра», террористической организации, являющейся филиалом «Аль-Каида», опубликовала на веб-сайте египетской газеты «Аль-Йоум аль-Саба» предупреждение президенту Ливана Мишелю Сулейману:

Мы вам сообщаем, и можете считать это последним предупреждением, о том, что вы должны немедленно принять меры для сдерживания ливанских собак [Хезболлы], и не позволять им вмешиваться во внутренние дела Сирии… В Бейруте скоро вспыхнет огонь… Если вы не отреагируете в ближайшие 24 часа, мы будем считать вас соучастниками преступлений, совершенных членами партии дьявола… Нам придется принять особые меры и сжечь всякого встречного в Бейруте и в других местах.
В редакционной статье «Джамахирия Асада — от Дамаска до побережья» известной арабской газеты «Al-Sharq al-Awsat», «Хезболла» обвиняется в разжигании сектантской войны в соседней Сирии. В ней утверждается, что боевые действия к западу от Хомса ведут «Хезболла», ополчение БААС и «местные сектантские милиции». Их целью является «этническая чистка» Хомса и окрестностей, с тем, чтобы подготовить место для будущей республики Асада. Газета сравнивает действия этого альянса с действиями сербов в Боснии и Герцеговине в 90-х, и считает, что Асад может пойти ещё дальше, и повторить «подвиги» красных кхмеров в Камбодже.
Активность «Хезболлы» в Сирии вызвала ответную реакцию суннитов в Ливане. Салафитский проповедник из Сидона шейх Ахмад аль-Асир издал фатву, в которой призывает ливанских суннитов встать на защиту[кого?]. Асир заявил о создании «Свободных Бригад Сопротивления Сидона». Шейх подчеркнул важность сирийского джихада перед лицом агрессии «Хезболлы».
Бывший премьер-министр Ливана, глава ливанского блока «Будущее» Фуад ас-Синьора раскритиковал речь генерального секретаря «Хезболлы» Хасана Насраллы, в которой тот открыто поддерживает режим Асада и угрожает Израилю. Синьора заявил, что Насралла втягивает Ливан в региональный конфликт и подвергает страну новыми опасностям.
- 26 мая 2013 года. Лидер египетского движения джихадистов-салафитов в интервью ливанскому агентству NOW призвал ливанских суннитов и муджахедов во всем мире объявить войну шиитскому движению «Хезболла» на ливанской территории в качестве ответа на участие «Хезболлы» в гражданской войне на стороне Башара Асада[70].
- 27 мая 2013 года. По сообщению агентства «Bahrian News», после того, как Хасан Насралла заявил, что его бойцы помогут своему союзнику президенту Сирии Башару аль-Асаду победить в гражданской войне, министр иностранных дел Бахрейна шейх Халед бин-Ахмед аль-Халифа заявил, что генеральный секретарь «Хезболлы» Хасан Насралла является террористом, объявившим войну своему народу. «Остановить (Насраллу) и спасти Ливан от него — это национальный и религиозный долг», — добавил он. Заявление главы бахрейнского МИДа демонстрирует рост разногласий в регионе в отношении к войне в Сирии.[45]
- 28 мая 2013 года. Генерал Селим Идрис — начальник штаба Свободной сирийской армии разослал руководителям Ливана, Лиги арабских государств и ООН ультиматум с требованием в 24-часовой срок вывести войска «Хезболлы» из Сирии. Послание отправлено президенту Ливана Мишелю Сулейману, председателю ЛАГ Набилю аль-Араби и генсеку ООН Пан Ги Муну. Идрис предупредил, что Свободная сирийская армия станет охотиться на боевиков «Хезболлы», где бы они не находились. Возможно, речь идёт о перенесении боевых действий на территорию Ливана[71].

## Поддержка оппозиции
О своей поддержке сирийской оппозиции (НКСРОС) объявили следующие страны:
- США;
- Турция;
- Великобритания;
- Франция;
- Саудовская Аравия;
- Катар[72].

### Дипломатическая, экономическая и общественная поддержка
В мае 2011 года, после обострения ситуации в Сирии, Евросоюз впервые ввёл пакет санкций в отношении Сирии, предусматривающих запрет на ввоз в страну «оружия и других средств, которые могут применяться для репрессий» с целью «заставить сирийское правительство отказаться от силового подавления недовольства граждан и провести подлинные демократические преобразования». В дальнейшем, санкции были ужесточены.
В ноябре 2012 года, согласно радио «Голос России», западные страны «блокировали осуждение терактов в Сирии».
В мае 2012 года появились сообщения о начале финансирования и вооружения сил оппозиции со стороны «монархий Персидского залива». На ноябрь 2012 года, согласно отчёту Сирийского национального совета (СНС), его главными спонсорами Сирийского национального совета были Ливия ($20,3 млн), Катар ($15 млн) и Объединённые Арабские Эмираты ($5 млн).
В мае 2011 года власти Сирии обвиняли администрацию Facebook в том, что она блокировала страницы сторонников действующего президента. При этом, ряд сирийских пользователей сети объясняли такое решение реакцией на публикацию британской газеты «The Telegraph», согласно которой «сирийских оппозиционеров пытали, чтобы получить от них коды доступа в Facebook», а другие — борьбой со спамом, приводя в качестве примера сообщение со «стены» «Электронной армии Сирии», призывавшее «заспамить призывающие к революции в Сирии страницы в Facebook».

### Военная поддержка
См.также: Timber Sycamore
В мае 2012 года появились сообщения о начале вооружения сил оппозиции. В ноябре 2012 года из общей финансовой поддержки Ливии, Катара и ОАЭ отрядам «Свободной сирийской армии» (ССА), непосредственно участвовавшим в боевых действиях, было выделено 7 % из суммы $40,4 млн.
Согласно Би-би-си, в апреле 2013 года, США заявили об увеличении объёмов «гуманитарной помощи нелетального характера» ССА, и имелась «неофициальная информация» о проведении в Иордании подготовки её «бойцов под руководством американских военных инструкторов».
Летом 2013 года председатель Объединённого комитета начальников штабов ВС США генерал Мартин Демпси направил в Сенат США доклад с вероятными сценариями возможного вмешательства США в сирийский конфликт, доклад рассматривает вариант вступления США в войну, в нём отмечается: «Если институты режима падут в отсутствие дееспособной оппозиции, то мы невольно поможем приходу к власти экстремистов».
По некоторым оценкам (2013), сотни северокавказцев вместе с уроженцами республик Центральной Азии, в частности, Таджикистана и Узбекистана, принимают участие в боевых действиях в Сирии. Отмечается также, что лидер Имарата Кавказ Доку Умаров изменил свою позицию по вопросу об участии северокавказцев в войне в Сирии, и если раньше он призывал молодёжь воздержаться от присоединения к джихаду там и вместо этого вести борьбу с неверными в родной стране, то теперь он выразил свою поддержку.
На 2013 год, объём помощи США и Великобритания, за весь заявленный период поддержки, существенно больше 200 млн долл. — снаряжение, то есть то, что необходимо для военных действий: бронежилеты, оборудование связи, транспортные средства и т. д.;
вся помощь из США оценивается в 385 млн долларов.
К 2020 году вмешательство в конфликт с террористами ИГ и спонсирование вооруженной оппозиции обошлись Вашингтону в 40,5 млрд долларов.
- в начале октября 2011 года президент Сирии Асад заявил, что повстанцы получают оружие из Турции[83].
- в ноябре 2011 года иранский телеканал Press TV сообщил, что Франция направила в Сирийскую свободную армию своих военных инструкторов[84].
- в конце января 2012 сирийское правительственное информагентство SANA сообщило, что в Хаме, Хомсе и Дамаске боевиками использовалось оружие израильского производства (в значительных масштабах). Согласно агентству, у боевиков были захвачены пулемёты и гранаты, произведённые в Израиле. Израильская радиостанция «Коль Исраэль» отметила по этому поводу, что «Дамаск впервые приводит „доказательства“ возможной причастности Израиля к оказанию помощи сирийской оппозиции»[85][86]. В июле 2012 правительственные войска захватили у боевиков несколько единиц оружия израильского производства в городе Хама[87]. 14 марта 2013 недалеко от Дамаска сирийская армия задержала грузовик с партией оружия израильского производства — в грузовике нашли снаряды, переносные ракетные установки, бронежилеты, средства связи и военные бинокли[88].
- в конце апреля 2012 армия Ливана задержала судно «Lutfallah II» под флагом Сьерра-Леоне с оружием для сирийских повстанцев[89].
- 28 июня 2012 Le Figaro сообщила о поставках саудовских гранатомётов сирийским повстанцам через Турцию[90].
- в августе 2012 премьер-министр Франции Жан-Марк Эйро сообщил, что Франция передала «представителям сирийского сопротивления» средства связи и личной защиты, а также «некоторое оборудование»[91].
- 8 октября 2012 правительственные силы обнаружили на захваченной базе боевиков в Алеппо и предъявили иностранным журналистам три ящика из-под оружия, получателем которых являлось министерство обороны Саудовской Аравии[92].
- 7 ноября 2012 один из оппозиционных лидеров, бывший сирийский магнат Риад Сейф на конференции Сирийского национального совета (СНС) в столице Катара Дохе, заявил, что президент Франции Франсуа Олланд обещал поставить оружие сирийской оппозиции, если та сумеет сплотиться.[93]. 12 ноября, после съезда оппозиции в Катаре представитель Сирийского национального совета в Москве Махмуд аль-Хамза сообщил о том, что инициатор создания коалиции, Риад Сейф провёл переговоры «минимум с десятком» европейских правительств. «Эти страны — Франция, Британия, Италия, Германия и США, ведущие западные страны, плюс Катар и Саудовская Аравия», говорит аль-Хамза. Некоторые из них, со слов аль-Хамзы, пообещали дать оружие, если коалиция сумеет объединить группировки, воюющие с войсками Башара Асада, под одним командованием. «Если будет единое руководство — будет и оружие, поскольку сейчас на Западе боятся, что оружие попадёт в руки экстремистов, которые есть на территории Сирии. Создание военного руководства для всех вооружённых групп решит такую проблему, и можно будет получить качественное оружие, способное противостоять режиму Асада», — сказал аль-Хамза[94]. 13 ноября представитель Национальной коалиции Ясер Таббара заявил, что Запад обещал Национальной коалиции военную помощь в том случае, если она к 16 ноября сможет сформировать единый фронт[95].
- Была создана «Группа друзей Сирии». Запад и страны Залива посылают им деньги, оружие и специалистов. Сирийских боевиков на местах уже обучают французские, британские и катарские инструкторы (после их прибытия число жертв среди сирийских военнослужащих резко выросло). В поддержку оппозиции направляют «воинов-интернационалистов», ходят слухи, что на турецкие аэродромы вблизи сирийской границы садятся самолёты с ливийскими добровольцами, а в Сирии уже не раз ловили исламистских бойцов из Туниса[96].
- в декабре 2012 года Саудовская Аравия начала поставки оружия югославского производства из Хорватии для сирийской оппозиции[97]
- 28 мая 2013 года в Брюсселе Европейский Союз не продлил эмбарго на поставки оружия сирийским повстанцам, а также сохранил и ввёл новые экономические санкции против официального правительства Сирии. При этом прозвучали заявления, что немедленных поставок оружия не будет. Таким образом с 1 июня 2013 года принимать решение о поставках вооружения повстанцам будет каждая из стран Евросоюза в отдельности. Россия резко осудила такой шаг, как создающий препятствия на пути мирного урегулирования конфликта, при этом поставки комплексов С-300 будут продолжены для сдерживания ситуации[98][99][100].
- В 2013 году, по сообщению газеты «New York Times», поставка переносных зенитных ракетных комплексов FN-6 и других видов современного вооружения сирийским боевикам была осуществлена правительством Судана, при финансовой поддержке Катара[101].
- По сообщению (2014 год) представителей Сирийского наблюдательного совета по правам человека, боевики захватили три боевых самолёта МИГ-21 и МИГ-23 на аэродроме города Алеппо и проходят лётную подготовку под руководством иракских военных, служивших в армии Саддама Хусейна[102].

19 июня 2017 года ВВС международной коалиции во главе с США сбили сирийский истребитель в районе города Ракка  (истребитель участвовал в операции против группировки «Исламское государство», которую проводит в этом районе сирийская армия и ополченцы), пилот был впоследствии спасён. Поводом для атаки было заявлено то, что этот самолёт сбросил бомбы вблизи позиций поддерживаемой США ДСС; на следующий день коалиция сбила БПЛА Shahed-129 ВВС Сирии, рядом с районом Эт-Танф.

### Участие в боевых действиях на стороне вооружённой оппозиции
- Джейш-аль-Мухаджирин валь-Ансар («Армия переселенцев и помощников» (جيش المهاجرين والأنصار), также — «Бригады переселенцев» (كتائب المهاجرين)) — формирования, состоящие преимущественно из этнических чеченцев, переселившихся из России специально для оказания военной помощи муджахидам. Ведут боевые действия в районе Алеппо. Участвуют в боях за Кафр Хамра. Сотрудничают с другими частями оппозиции, особенно — с «Джебхат-ан-Нусра».
- Аль-Каида:  В июле 2012 года сообщалось об участии групп/ы Аль-Каиды в боях под Алеппо и Идлибом[105]
- Ансар аль-Ислам: Северный Курдистан / «суннитский треугольник»[106]
- Ливия:  «Tripoli Revolutionary brigade»[107]
- Ливан:  группировка «Фатх аль-Ислам»[108]

## Пограничные инциденты

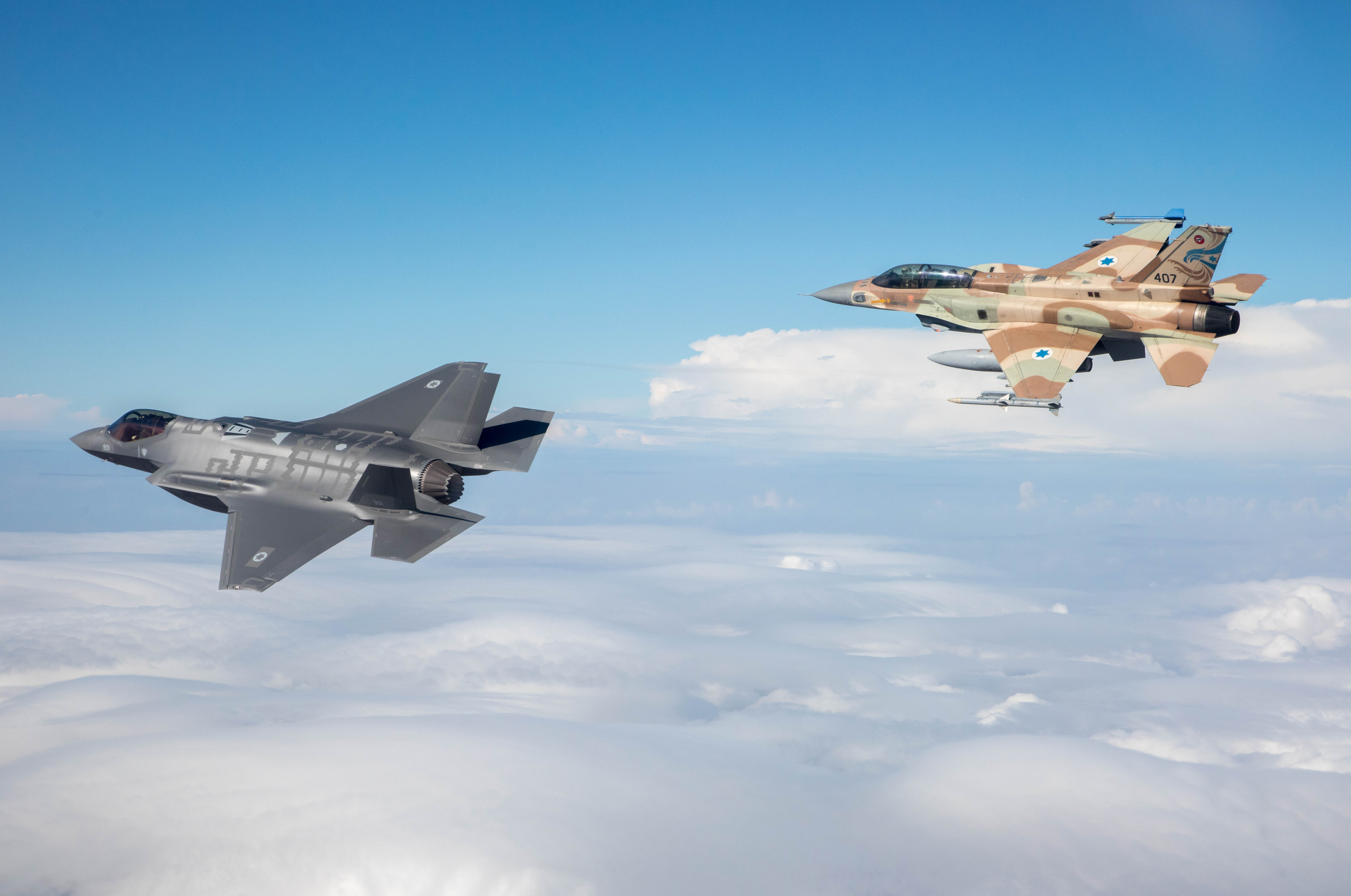

### Ливан
Межрелигиозный конфликт между суннитами и алавитами разгорелся весной 2012 года. В начале марта 2012 года, после того, как правительственные войска установили контроль над Хомсом, часть боевиков отступила на территорию Ливана. В 2013 году боевые действия между сирийской армией и «Хезболлой» с одной стороны и сирийскими повстанцами и исламистами с другой перешли также и на приграничные территории Ливана, где укрываются экстремистские группировки.

### Израиль
Сирия и Израиль де-юре остаются в состоянии войны с 1948 года.

#### Инциденты на приграничной территории
- С конца сентября 2012 года приграничная территория Голанских высот периодически подвергается обстрелам со стороны Сирии с использованием стрелкового оружия и миномётов. Армия обороны Израиля (АОИ, ЦАХАЛ) принимает ответные действия[111].
- 6 ноября 2012 года посол Израиля в ООН Рон Просор подал официальную жалобу в Совет безопасности в связи с проникновением сирийских танков в демилитаризованную зону на Голанских высотах. «В ходе недавнего инцидента Израиль проявил сдержанность, однако, если Совет безопасности ООН не примет экстренные меры, ситуация на израильско-сирийской границе может резко обостриться», — говорится в обращении[112].
- 24 марта 2013 года патруль ЦАХАЛ, контролировавший границу в южном районе Голанских высот возле Тель Фареса, был обстрелян из автоматического оружия с территории Сирии; это был второй случай обстрела израильской территории за двое суток. В ответ на обстрел артиллерия ЦАХАЛа открыла огонь по огневой точке противника, была выпущена одна ракета, которая уничтожила цель[111][113].
- 21 мая 2013 с сирийской стороны границы был обстрелян автоматным огонём патрульный джип ЦАХАЛа[114]. Поначалу, не было ясно, был ли этот обстрел преднамеренным или произошёл случайно в ходе боевых действий внутрисирийского конфликта. Однако час спустя поступило сообщение, что по оценкам армейского командования, этот обстрел был преднамеренным. ЦАХАЛ ответил запуском ракеты в сторону стрелявших. Была уничтожена сирийская укреплённая позиция. Начальник Генштаба Б. Ганц предупредил президента Сирии Б. Асада, что, если боевые действия распространятся на Голанские высоты, режим будет нести полную ответственность за последствия этого шага. Израиль подал в СБ ООН жалобу на обстрел с сирийской территории патрульной машины ЦАХАЛа. За два дня до этого, в ночь с 19 на 20 мая, патруль ЦАХАЛа также был обстрелян в районе Тель-Хазек (Голанские высоты), пострадавших не было[115].

За 2012 год было зафиксировано около дюжины обстрелов Израиля со стороны Сирии. В 2013 их произошло уже более двух с половиной десятков, особенно острым был инцидент 6 июня 2013, когда в ходе боя с вооружёнными оппозиционерами в районе КПП Кунейтра сирийская армия выдвинула несколько танков и бронетранспортёров непосредственно к израильской границе (бой шёл в 200 метрах от границы) в демилитаризованную зону; Израиля подал официальную жалобу в СБ ООН, из-за обострившейся обстановки в этом районе Австрия приняла решение отозвать своих военнослужащих из международного контингента ООН по поддержанию мира на линии прекращения огня на Голанских высотах (UNDOF).
По словам министра обороны Израиля Моше Яалона, политика Израиля — не вмешиваться в сирийскую гражданскую войну, пока его интересам не наносится ущерб путём передачи передовых средств вооружения, ракет или химического оружия «Хезболле».
18 марта 2014 года патруль Армии обороны Израиля подорвался на взрывном устройстве, заложенном у обочины дороги недалеко от сирийской границы. Инцидент произошёл к югу от друзской деревни Мадждаль-Шамс, ранены четверо военнослужащих; в декабре 2013 года в том же районе произошёл подобный инцидент, но тогда обошлось без жертв. 

19 марта Армия обороны Израиля отреагировала на подрыв израильского военного патруля: ВВС Израиля нанесли серию авиаударов по объектам, расположенным на юге Сирии. Пресс-служба ЦАХАЛ сообщает, что целью ударов стала артиллерийская батарея, тренировочный лагерь и два командных пункта сирийской армии. В сообщении отмечается, что представители сил безопасности Сирии одобрили нападение на израильский патруль на границе и даже помогали в его осуществлении.
В сентябре 2014 ПВО Израиля сбила сирийский бомбардировщик Су-24, вторгшийся в контролируемое Израилем воздушное пространство над Голанскими высотами. Военные источники в Дамаске отметили, что уничтожение военного самолёта является не чем иным, как поддержкой боевиков «Джебхат ан-Нусра» и «прочих, кто воюет против правительственных войск Сирии».

#### Израильские удары по сирийской территории
По сообщениям сирийской стороны 30 января 2013 года ВВС Израиля нанесли удар по военно-исследовательскому центру «Джамрайя» к северо-западу от Дамаска, в результате погибли 2 и были ранены 5 человек. Президент Сирии Б. Асад обвинил Израиль в попытке дестабилизировать ситуацию в Сирии; действия Израиля осудил генеральный секретарь ООН Пан Ги Мун, генеральный секретарь Лиги арабских государств Набиль аль-Араби оценил авианалёт как акт агрессии и нарушение суверенитета Сирии. 

Поначалу официальные лица Израиля хранили молчание, однако позднее министр обороны Израиля Эхуд Барак заявил, что авиаудар «служит подтверждением серьёзных намерений его страны не допустить передачи сирийского оружия боевикам в Ливане», и что у Сирии не должно быть «права поставлять в Ливан передовые системы вооружения». США утверждали, что целью израильского налёта была колонна грузовиков, перевозивших противовоздушные ракетные системы российского производства из Сирии в Ливан для организации «Хезболла», газета Ха-арец сообщила, что среди российского вооружения, предназначенного Хезбалле и уничтоженного в ходе удара, были системы ПВО «Бук-М1-2», противокорабельные ракеты «Яхонт» SSN-26 (радиус действия 300 км), и баллистические ракеты "Скад" (Scud-D).
В ночь с 4 на 5 мая 2013 объектом израильской атаки вновь стал, предположительно, исследовательский центр «Джамрайя». Удары были нанесены по районам, в которых были расквартированы две бригады президентской гвардии, атакам подверглись склады с оружием. В результате данного нападения погибло около 300 военнослужащих, сотни получили ранения..
Источники, близкие к сирийскому руководству, сообщили, что сразу после авиаударов на пострадавшие районы напали боевики, то есть действия Израиля и повстанцев были скоординированными.
Израильские удары 7 декабря 2014 года
7 декабря 2014 ВВС Израиля нанесли авиаудары по военным объектам вблизи международного аэропорта Дамаска и в районе ад-Димас к западу от столицы Сирии. Согласно правозащитной сирийской организации SOHR, «в результате воздушных ударов по складам „Хизбаллы“ в Сирии были убиты трое боевиков этой организации». Некоторые источники считают, что причиной удара стали успехи сирийской армии близ Дамаска.
Израильские удары 18 января 2015 года
18 января 2015 ливанский телеканал «Аль-Маядин» сообщил о том, что вертолёт израильских ВВС нанёс удар по территории сирийской провинции Кунейтра. Две ракеты были выпущены по транспортному средству («движущейся цели») недалеко от селения Мазраат аль-Амаль в демилитаризованной зоне провинции Кунейтра.
Пресс-служба Армии обороны Израиля данную информацию не прокомментировало, однако чуть позднее стало известно, что в результате авиаудара на территории Сирии были убиты 6 бойцов шиитского движения «Хезбалла», в том числе один из командиров — сын начальника спецслужб «Хезбаллы» Имада Мугния, убитого в 2008 году — Джихад Мугния. Некоторые источники также сообщают о тяжёлом ранении ребёнка, оказавшегося рядом. 

После израильского авиаудара силы движения «Хезбалла» были приведены в полную боевую готовность на границе с Израилем. По некоторым данным, «Хезбалла» в ответ на ликвидацию своих командиров может ответить обстрелом израильской территории.
В тот же день военнослужащие израильской армии забросали дымовыми шашками ливанский пограничный пост в районе селения Айта аш-Шааб.
26 апреля 2015 года
ВВС Израиля вечером нанесли три серии ракетных авиаударов по территории Сирии, по «четырём террористам, закладывающим взрывное устройство возле пограничного забора со стороны Сирии». Кто именно был убит в результате авианалёта — сирийские военные или боевики одной из исламистских группировок — не сообщается. Позднее арабские СМИ сообщили, что израильские ВВС нанесли удары по месту дислокации 65-й бригады из состава войск стратегического назначения, вооружённых баллистическими ракетами средней дальности, а в ночь на 27 апреля израильская авиация нанесла третий удар по региону Каламун к северу от Дамаска. В результате, по данным «Аль-Джазиры» были «уничтожены ракетные установки, якобы предназначенные для передачи ливанскому шиитскому движению „Хизбалла“»; «Аль-Арабия» уточнила, что атакованы были склады 155-й ракетной бригады, где хранились ракеты типа «Скад».
11 сентября 2015 года
ВВС Израиля нанесли удары по артиллерийской позиции сирийской армии недалеко от города Забадани в 45 км от Дамаска. Артиллерия применялась сирийской армией, чтобы отразить атаки боевиков в восточной части Забадани, — сказал источник. После удара израильских ВВС, боевики предприняли повторную попытку наступления, но которая также было отбита правительственными войсками.
20 декабря 2015 года
два истребителя ВВС Израиля нанесли в ночь на 20 декабря ракетный удар по пригороду Джермана на востоке Дамаска. Израильские пилоты двигались вдоль линии прекращения огня на оккупированных Израилем сирийских Голанских высотах. Четыре ракеты были выпущены со стороны Тивериадского озера. Удар был нанесён по одному из зданий в Джермане, которое полностью разрушено. Повреждены соседние постройки. По предварительным данным, имеется несколько убитых и раненых. Среди них Самир Кунтар — известный член леворадикальной военизированной организации НФОП, который был освобождён 16 июля 2008 года в результате сделки по обмену пленными между Израилем и «Хезболлах».
13 мая 2016 года:
около полуночи истребитель израильских ВВС вошёл в воздушное пространство Сирии над южными окраинами Дамаска и нанёс авиаудар по объекту близ международного аэропорта Дамаска. В результате погиб один из командиров «Хезболлы» Мустафа Бадриддин, а также два командира-иранца военных подразделений, сражавшихся против террористов.
Атака израильскими истребителями F-16 17 сентября 2018 года по целям в сирийской провинции Латакия привела, в итоге, к непреднамеренному уничтожению российского Ил-20.
Осенью 2021 г. израильская авиация участила удары вглубь сирийской территории (так, 13 октября 4 израильских F-16 вошли в сирийское воздушное пространство в провинции Хомс и нанесли удар по заводу переработки фосфатных руд в районе Пальмиры). Дамаск обвинил соседа в устранении главы правительственного департамента по проблемам Голанских высот Медхата Салиха (политик был убит в пограничном районе в результате снайперского выстрела); Армия обороны Израиля стянула дополнительные средства ПВО к границе, ожидая жесткой реакции со стороны сирийского руководства.
C 2011 года Израиль нанёс сотни ударов по Сирии, большая часть которых была направлена против поддерживаемых Ираном формирований ливанской «Хизбаллы».

#### Критика Израиля и реакция Израиля на критику
Критика в адрес Израиля
Сирия, после 5 мая: «это нападение не останется без ответа», также заявлялось что ответом на следующий удар станет немедленная, полномасштабная война.
Власти Египта резко осудили авианалёт Израиля, назвав его агрессией и «нарушением международных принципов и законов», усложняющим ситуацию в Сирии и угрожающим «безопасности и стабильности всему региону».
Российский МИД заявил, что действия Израиля в отношении Сирии не спровоцированные, грубо нарушают Устав ООН и являются «неприемлемыми, какими бы мотивами это ни оправдывалось».
Премьер-министр Турции Реджеп Тайип Эрдоган заявил, что «Никакие причины не могут оправдать подобную операцию».
Реакция Израиля на критику
16 мая 2013 года высокопоставленный представитель АОИ сообщил газете The New York Times, что в случае попыток передачи современного оружия террористам, удары по Сирии будут продолжены:

Израиль не вмешивался в гражданскую войну в Сирии и не собирается делать этого в будущем, если Башар Асад воздержится от враждебных действий. Главная цель Израиля в настоящее время — предотвратить усиление «Хизбаллы»… Если режим Асада попытается ответить на эти операции, будь то самостоятельно или с помощью террористов, то Израиль, в свою очередь, жестко отреагирует на такие действия, и в результате сирийский режим может рухнуть.

#### Медицинская помощь, оказываемая Израилем
С марта 2013 года израильские медики начали оказывать помощь сирийским повстанцам и гражданским лицам. Согласно руководству Северного военного округа, поток сирийских раненых в Израиль будет возрастать с приближением боёв к населённым пунктам вблизи государственной границы. Для оказания помощи раненым, пострадавшим от боёв в приграничной зоне, Израиль расположил военно-полевой госпиталь в районе укреплённого пункта 105 на севере Голанских высот. Госпиталь является автономным и работает круглосуточно, в нём работают израильские гражданские медики. Ввиду полного крушения гражданских инфраструктур в населённых пунктах приграничной зоны вокруг Кунейтры, госпиталь принимает больных людей и беременных женщин.
Медицинская помощь сирийским гражданам также оказывается в больницах Цфата, Нахарии, Тверии и других городов Израиля.

На ноябрь 2013 года израильские медики оказали помощь примерно 300 раненым сирийцам. Сумма расходов на эти цели составила около 5,7 млн долларов.

#### Интервенция Израиля в Сирию
8 декабря после падения режима Асада и Сирийской Арабской Республики, премьер-министр Израиля Беньямин Нетаньяху руководствуясь национальной безопасностью, отдал приказ армии Израиля о начале наступления на территорию Сирии для занятия приграничных к Израилю районов.